# Консуалии
Консуалии (лат. Consuales Ludi, Consualia) — древнеримские празднества и игры в честь бога Конса.
По легендам, основоположником праздника являлся либо Эвандр, либо Ромул, который якобы нашёл алтарь, посвящённый богу, в земле. Именно во время проведения консуалий римляне украли сабинянок. Празднества открывались ежегодно в цирке символической церемонией открытия алтаря, посвящённого богу. Торжества начинались 21 августа конными бегами и гонками на колесницах. Во время празднеств лошади и мулы не использовались в работах и украшались гирляндами и цветами.